# Iglesia de San Martín (Niebla)
La iglesia de San Martín es un antiguo templo católico situado en el municipio español de Niebla, en la provincia de Huelva. En la actualidad el recinto se conserva de forma parcial. Fue declarada monumento histórico-artístico en 1922 y está considerada como Bien de Interés Cultural.

## Historia
La iglesia de San Martín, cuya existencia ya aparece documentada en 1283, llegó a ser en su época la más importante de todas las parroquias que existían en la ciudad de Niebla. Su arquitectura combina elementos pertenecientes tanto al gótico como del mudéjar. Durante el transcurso de la guerra de la Independencia el edificio fue utilizado con fines militares y sufrió daños de importancia, si bien continuaría desarrollando sus funciones religiosas en los siguientes años. La iglesia fue cerrada al culto en 1864, fecha a partir de la cual el edificio quedó abandonado y comenzó a deteriorarse.
Para comienzos del siglo XX la iglesia ya sufría importantes desperfectos. Fue esta una de las razones que se esgrimieron para que algunos vecinos solicitaran a las autoridades su derribo. Los trabajos de demolición comenzaron en julio de 1921, llegándose a derribar una parte importante del edificio y abriéndose al tráfico rodado esta zona. La intervención unos meses después del delegado regio de Bellas Artes, José Marchena Colombo, evitó que la destrucción fuera aún mayor.